# Třída Holland (1953)
Třída Holland byla třída torpédoborců nizozemského námořnictva. Byly to první nizozemské torpédoborce postavené po skončení druhé světové války. Jejich hlavním úkolem byl protiponorkový boj. Postaveny byly čtyři jednotky této třídy. Nizozemsko je provozovalo v letech 1954–1978. Jeden byl po vyřazení prodán do Peru. Byly to první evropské torpédoborce, které vůbec nebyly vyzbrojeny torpédy.

## Stavba
Celkem bylo objednáno 12 jednotek této třídy, skutečně postavena byla čtyři plavidla a ostatní vytvořily vylepšenou třídu Friesland. Do stavby se zapojily loděnice Rotterdamse Droogdok Mij v Rotterdamu, De Schelde ve Vlissingenu a Wilton-Fijenoord ve Schiedamu. Do služby byly přijaty v letech 1954–1955.
Jednotky třídy Holland:
| Jméno                | Loděnice                 | Založení kýlu | Spuštěna           | Vstup do služby   | Osud                                                                              |
| -------------------- | ------------------------ | ------------- | ------------------ | ----------------- | --------------------------------------------------------------------------------- |
| Holland (D808)       | Rotterdamse Droogdok Mij | 1950          | 11. dubna 1953     | 31. prosince 1954 | Roku 1978 prodán Peru jako García y García, vyřazen 1986.                         |
| Zeeland (D809)       | De Schelde               | 1951          | 27. června 1953    | 1. března 1955    | Vyřazen 1978, sešrotován.                                                         |
| Noord-Brabant (D810) | De Schelde               | 1951          | 28. listopadu 1953 | 1. června 1955    | Dne 9. ledna 1974 těžce poškozen srážkou s obchodní lodí Tacoma City, sešrotován. |
| Gelderland (D811)    | Wilton-Fijenoord         | 1951          | 19. září 1953      | 17. srpna 1955    | Vyřazen 1973, stacionární cvičná loď, vyřazen 1993.                               |

## Konstrukce

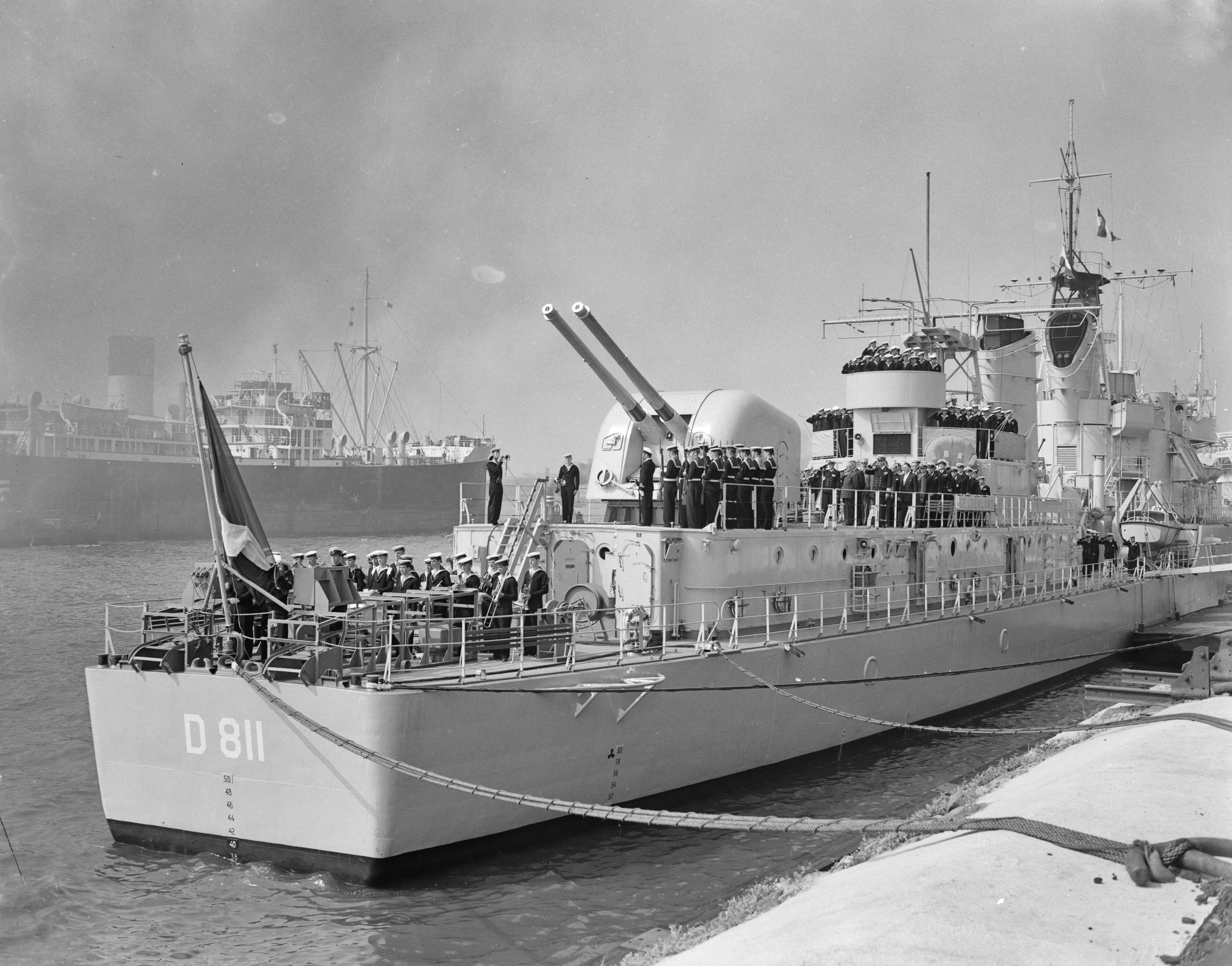
Gelderland (D811)

Plavidla nesla radary LW-02 a DA-01. Sonary byly typů 170B a 162. Výzbroj tvořily čtyři dvouúčelové 120mm kanóny ve dvou dvouhlavňových věžích, jeden 40mm kanón, dva čtyřhlavňové 375mm protiponorkové raketomety Bofors a dva spouštěče hlubinných pum. Pohonný systém tvořily čtyři kotle Babcock & Wilcox a parní turbíny Werkspoor-Parsons o výkonu 45 000 hp, pohánějící dva lodní šrouby. Nejvyšší rychlost byla 32 uzlů. Dosah byl 4000 námořních mil při rychlosti 18 uzlů.